# Casamatas da Serra do Cume

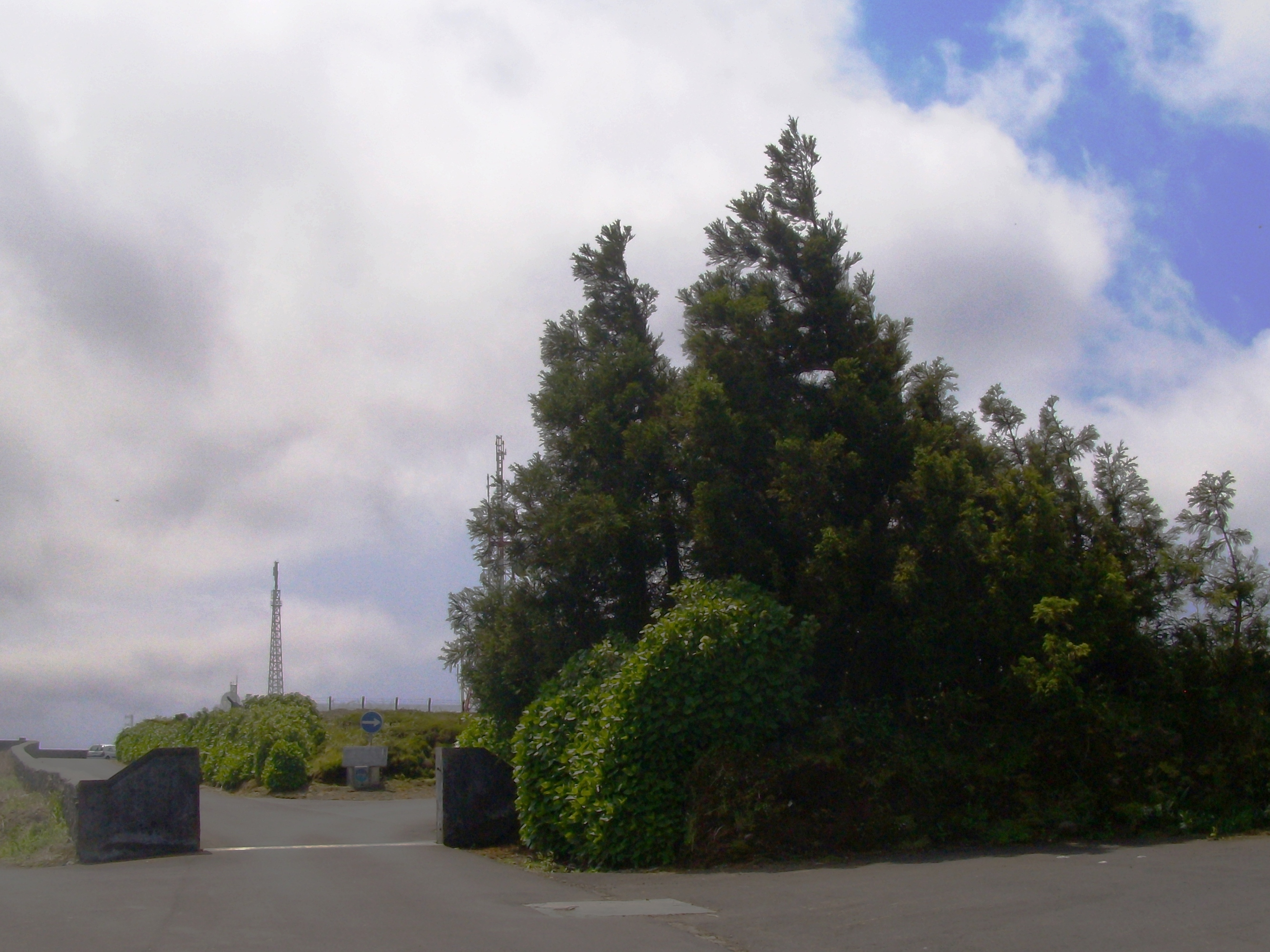
Casamatas da Serra do Cume, Praia da Vitória: acesso ao perímetro.

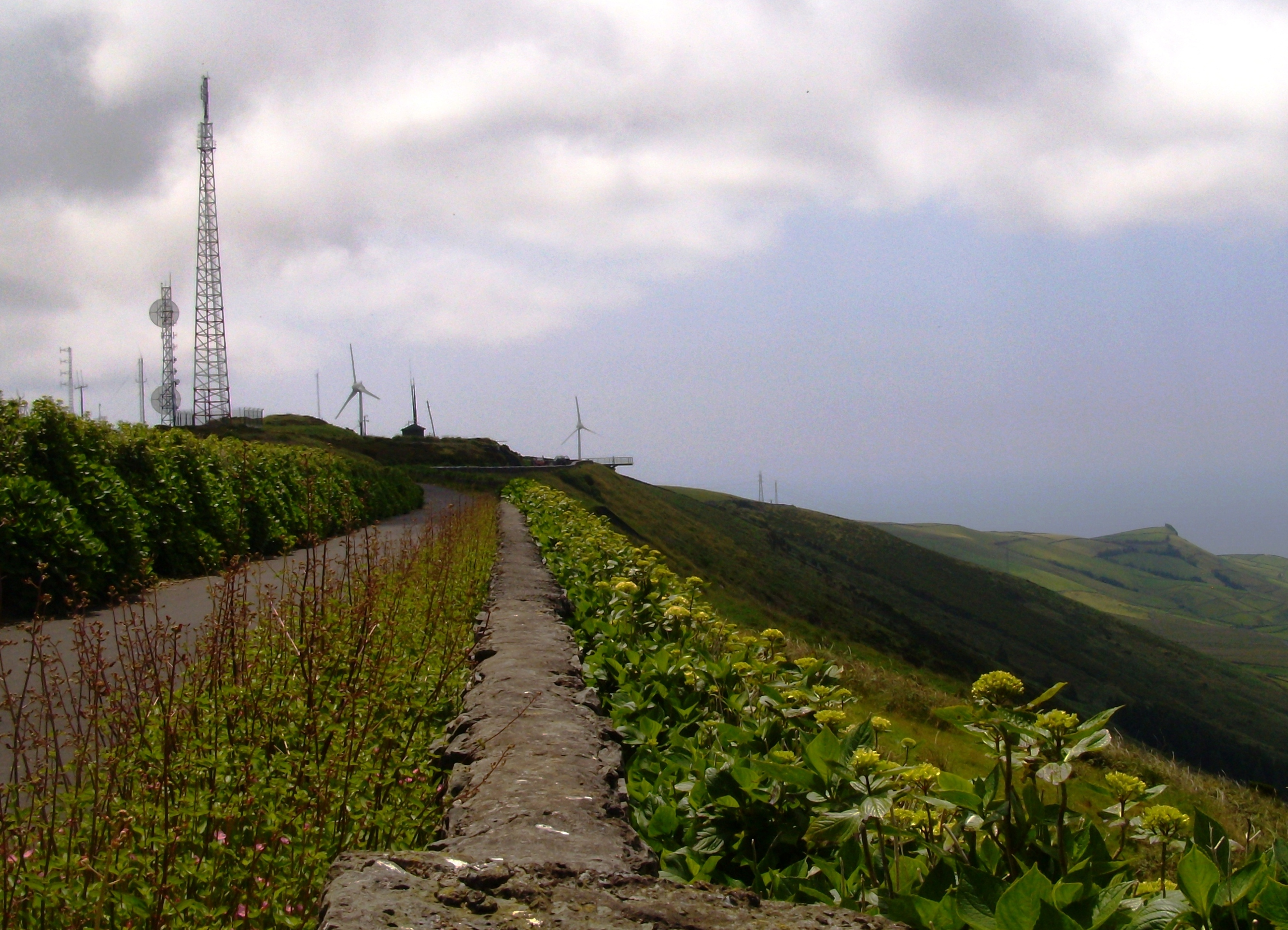
Casamatas da Serra do Cume: aspecto exterior; ao fundo o Miradouro.

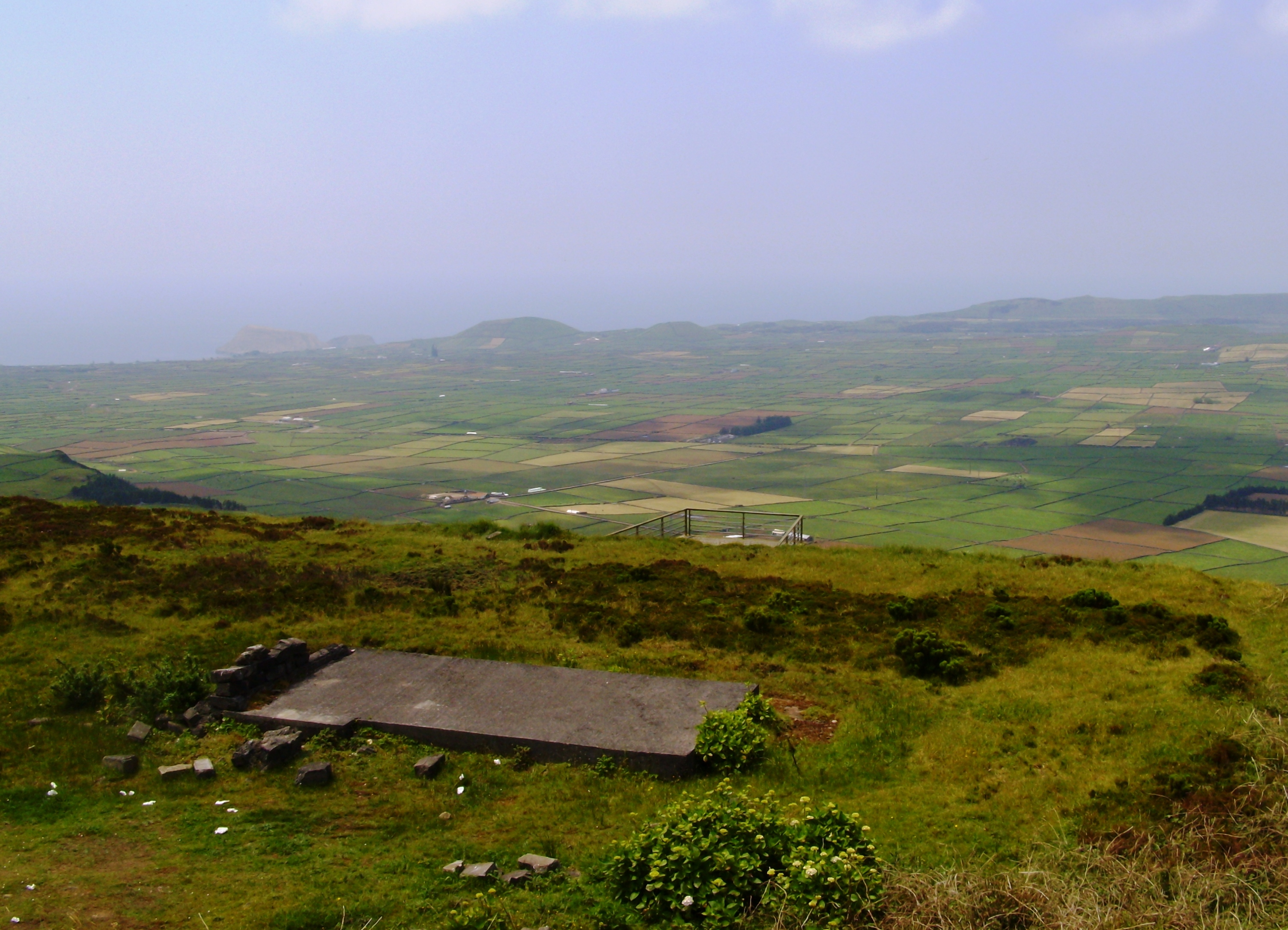
Casamatas da Serra do Cume: aspecto do topo; abaixo, o Miradouro.

As Casamatas da Serra do Cume, também conhecidas como "Bunkers" da Serra do Cume, localizam-se no cume da Serra do Cume, na freguesia de Santa Cruz, no concelho da Praia da Vitória, na ilha Terceira, nos Açores.

## História
Estas estruturas foram construídas, tal como as Casamatas do Pico Alto na ilha de Santa Maria, no contexto da Guerra Fria, e na sequência da constituição do Pacto de Varsóvia (1955), entre os anos de 1956 e 1957, com o fim de abrigar uma estação de radar, sob a responsabilidade da Força Aérea Portuguesa.
Atualmente encontram-se desativadas, em condições precárias de conservação. Duas abrigam equipamentos de telecomunicações.

## Características
Constituiam originalmente um complexo militar integrado por cinco casamatas construídas em betão armado, ao longo do caminho que circunda o cume da serra.
A parte visível de cada uma das casamatas consiste num pano de parede rebocado sendo algumas pintadas e dotadas de grandes contrafortes. Quatro delas encontram-se orientadas a sul e uma a norte.
O complexo estende-se abaixo do solo por diversos pavimentos, sendo que entre algumas delas existem passagens de comunicação. São dotadas de camaratas, salas de apoio, sala de controle e de comunicações. A maior das casamatas possui uma sala de comando circular de grandes proporções, com mapas afixados nas paredes e ecrãs de controle.